# 126 f.Kr.

## Händelser

### Efter plats

#### Seleukiderriket
- Tyros gör framgångsrikt uppror mot Seleukiderriket.
- Seleukos V efterträder sin far Demetrios II som kung av Seleukiderriket. På grund av hans ungdom tar hans mor Kleopatra Thea över som förmyndarregent.

## Avlidna
- Wang Zhi, kinesisk kejsarinna.